# Bałwan ze śniegu
Bałwan ze śniegu, także Śniegowy bałwan (duń. Sneemanden, współ. duń. Snemanden) – baśń literacka autorstwa Hansa Christiana Andersena, wydana po raz pierwszy w 1861 roku.

## Publikacja
Baśń literacka o Śniegowym bałwanie autorstwa Hansa Christiana Andersena została opublikowana przez wydawnictwo C.A. Reitzel w Kopenhadze 2 marca 1861 roku w zbiorze Nowe przygody i opowieści. Druga seria. Pierwsza kolekcja. 1861 (duń. Nye Eventyr og Historier. Anden Række. Første Samling. 1861) wraz z Muzą nowego stulecia, Na podwórku, Ojciec wie najlepiej, Żukiem, Dwunastoma podróżnymi i Kamieniem mądrości.

## Fabuła
Dzieci lepią na podwórku bałwana, który ma kawałki dachówek zamiast oczu i zęby ze starych grabi. Bałwan widzi zachodzące słońce i myśli, że ono na niego patrzy. Pies na łańcuchu ostrzega go, że słońce go roztopi, a potem opowiada o piecu kaflowym, który mają w domu jego właściciele. Bałwan widzi piec przez okno, fascynuje się nim, a pies opisuje go jako czarny z mosiężną gałką, który pożera drewno i wyrzuca ogień. Bałwan czuje dziwne uczucie, gdy patrzy na piec i chce wejść do domu, by być blisko niego. Pies mówi mu, że nie może wejść i że piec go roztopi, na co bałwan odpowiada, że i tak już się rozpada. Cały dzień stoi i patrzy na piec przez okno, a o zmierzchu pokój wygląda jeszcze bardziej zapraszająco, z piecem świecącym łagodnie. Kiedy robi się cieplej, bałwan zaczyna się topić. W końcu całkowicie topnieje, a na jego miejscu pozostaje tylko pogrzebacz użyty przy lepieniu przez dzieci. Pies mówi, że to pogrzebacz sprawił, że śniegowy bałwan tęsknił za piecem.  

## Interpretacja
Biografka Andersena Jackie Wullschlager sugeruje, iż w baśni Bałwan ze śniegu odzwierciedlone zostały frustracje i represje erotyczne pisarza. Andersen, znany z pisania baśni o outsiderach, przypuszczalnie wyraził w opowiedzianej historii bałwana swoje niespełnione pragnienia, szczególnie w kontekście swojej złożonej orientacji seksualnej i trudności w nawiązywaniu bliskich relacji. Miłość bałwana do pieca kaflowego (duń. kakkelovn) może symbolizować pragnienie bliskości i ciepła, które są dla niego niedostępne, co odzwierciedla wewnętrzne konflikty pisarza. Fizyczna nieatrakcyjność Andersena alienowała go od życia sensualnego, co znajduje odzwierciedlenie w jego baśniach. Bałwan może więc być interpretowany jako alegoria zakazanego pragnienia.
Na aluzje erotyczne obecne w utworze, nasyconym osobliwym humorem, wskazała również polska tłumaczka Bogusława Sochańska. Treści niewłaściwe dla młodych czytelników tłumacze baśni kamuflowali.
Interpretacja erotyczna baśni należy do marginalnych, nie jest kluczową. W literaturze zwykła jest interpretacja egzystencjalna, skupiająca się na symbolice śmiertelności i ograniczeniach ludzkich. Oprócz problemów egzystencjalnych bałwana pisarz przedstawił też losy podwórkowego psa. Jest on podobnie jak bałwan outsiderem.

## Polskie przekłady
- 1904 – Śniegowy człowiek: Czesław Bardowski (tłum.): Bajki. Kołomyja. Brak numerów stron w książce
- 1929 – Bałwan ze śniegu – przekład Franciszka Mirandoli.
- 1931 – Bałwan ze śniegu: Stefania Beylin (tłum.): Baśnie. Warszawa. Brak numerów stron w książce
- 1938 – Bałwan ze śniegu: Adam Przemski (tłum.): Bajki. Kraków. Brak numerów stron w książce
- 2006 – Śniegowy bałwan: Bogusława Sochańska (tłum.): Baśnie i opowieści. Tom II 1852–1862. Poznań. s. 372–376. ISBN 978-83-7278-194-9.

## Galeria

Ilustracje baśni Bałwan ze śniegu
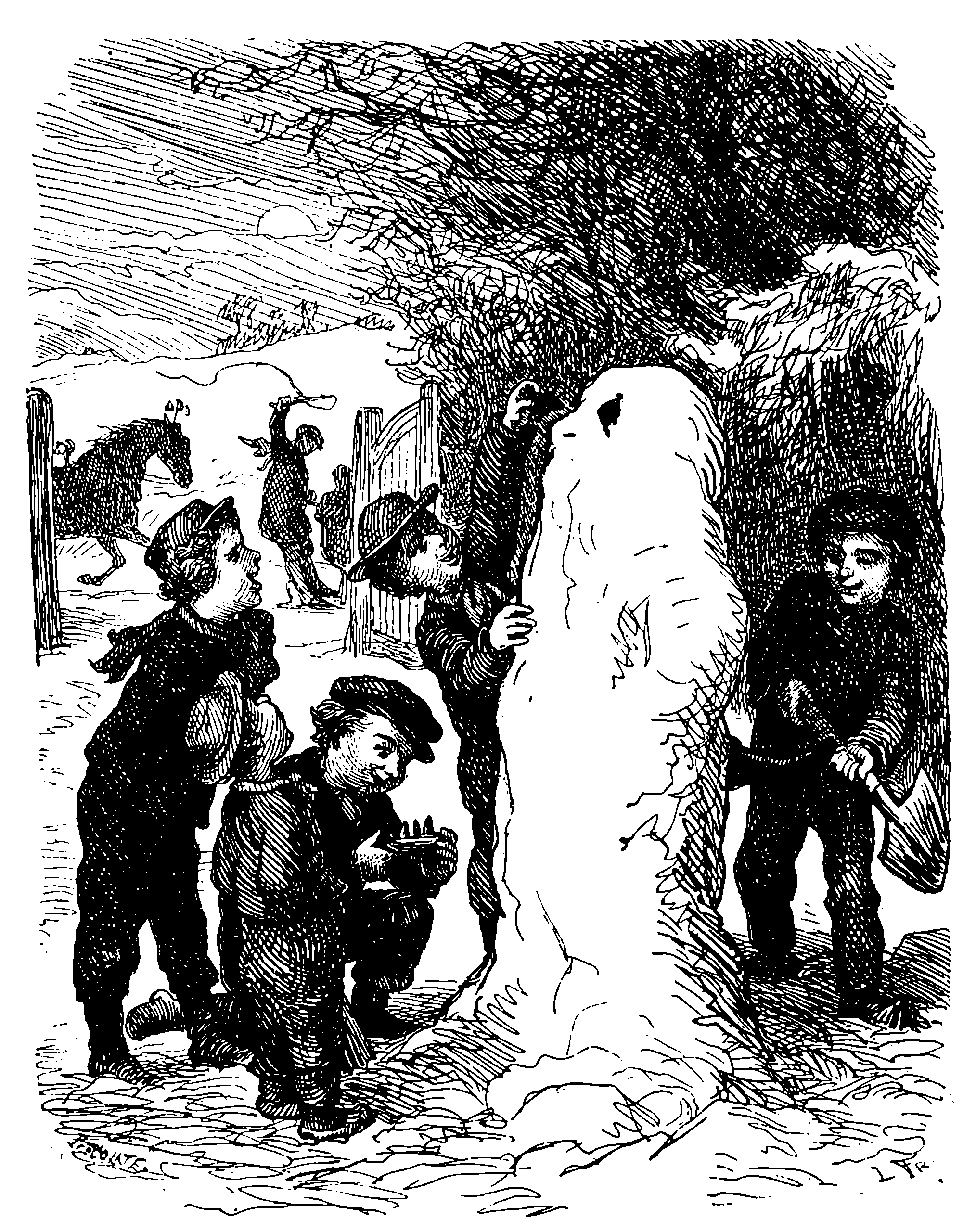
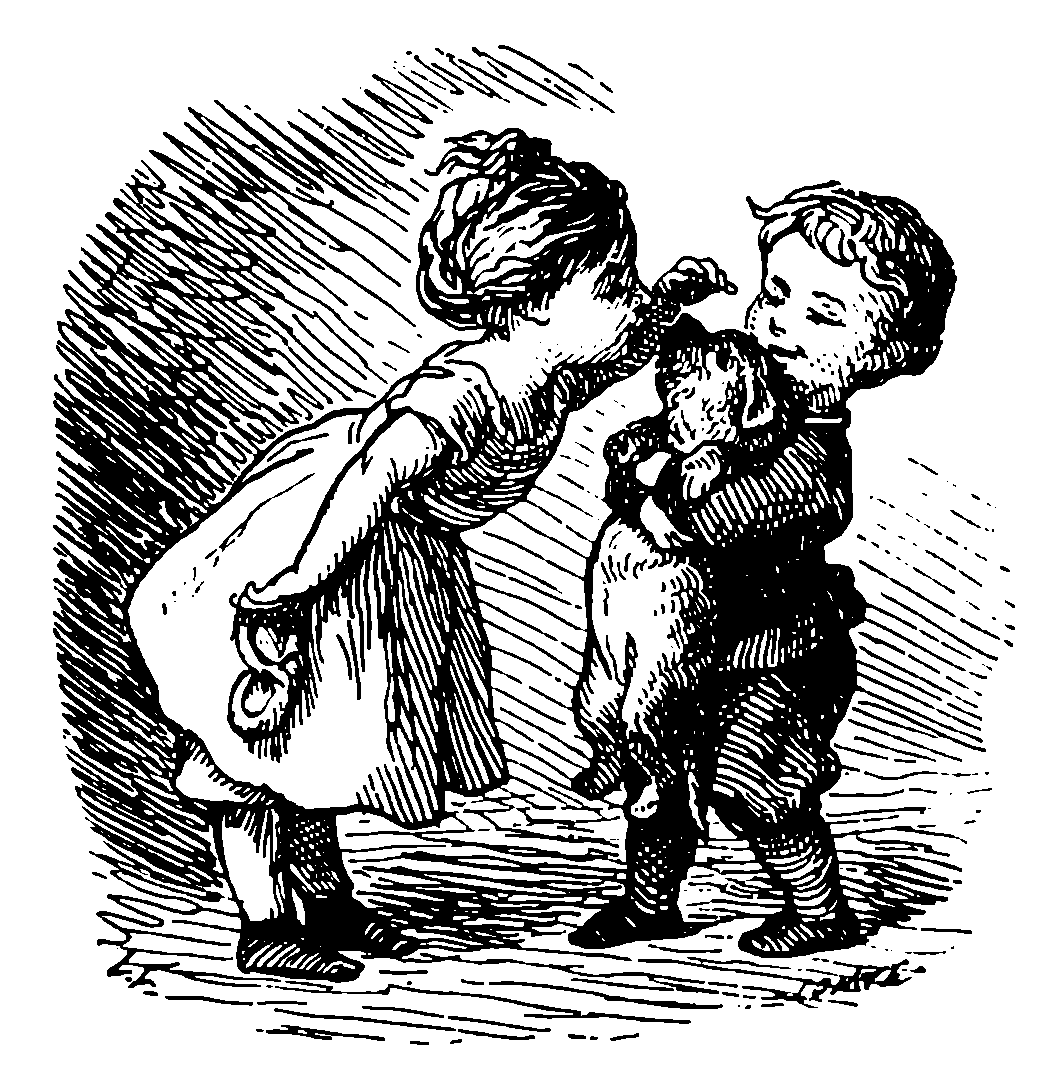
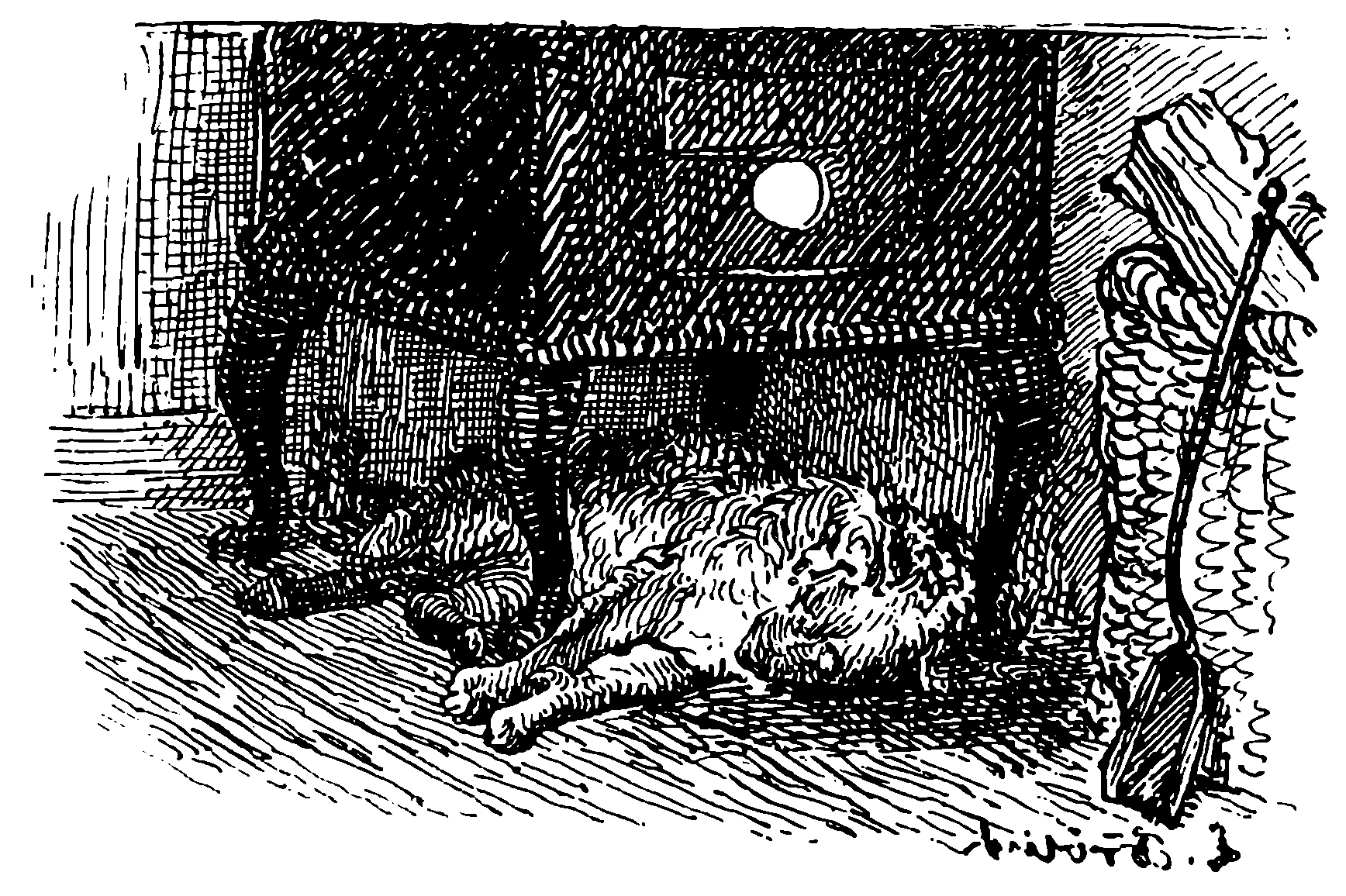

## Adaptacje
- 2003 – Pan Andersen opowiada, duńsko-brytyjsko-niemiecki serial animowany (odcinek 6 – Snemanden)[10].